# Hammerbach (Saalach)
Der Hammerbach ist ein Rücklaufzweig eines längeren Mühlbachstrangs im bayerischen Landkreis Berchtesgadener Land. Er fließt durch den Hammerauergraben am Ostrand des Ainringer Ortsteil Feldkirchen. Er mündet nach etwas über einem Kilometer mit einem Wasserkraftwerk von links in die Saalach.